# 艾泰什
艾泰什，是匈牙利诺格拉德州所辖的一个村。总面积15.80平方公里，总人口1447，人口密度91.6人/平方公里（2011年1月1日）。